# Jetty Siebenlist
Jetty Siebenlist, coniugata Witte (2 gennaio 1942), è un'ex cestista olandese.

## Carriera
Con i Paesi Bassi disputò quattro edizioni dei Campionati europei (1966, 1968, 1970, 1974).